# ييميشلي- مديات
(بالسريانية: ܐܢܚܠ) (بالكردية: Nehile) وتعني "بين الاودية" هو حي يقع ضمن بلدية ومنطقة ميديات في محافظة ماردين، جنوب تركيا. يبعد نحو 14 كيلومترًا إلى الجنوب من مدينة مديات.
يقطن الحي السريان والأكراد من قبيلة شمكان، بما في ذلك الإيزيديون. وبلغ عدد سكانه 486 نسمة بحسب إحصاءات عام 2021.
تُعد يميشلي من أكبر القرى في منطقة مديات، وتضم كنيستين تم صيانتهما وتجديدهما مؤخرًا بتمويل من الآشوريين المقيمين في أوروبا، بكلفة بلغت 600 ألف ليرة تركية.

## الروابط الخارجية
- مقال عن إعادة بناء الكنائس